# Yvonne Prévost
Yvonne Prévost (n. 8 iunie 1878, Regatul Franței – d. 3 martie 1942, Paris, Franța sub ocupație nazistă) a fost o jucătoare de tenis franceză, medaliată olimpică. A participat la o ediție a Jocurilor Olimpice (1900) în care a câștigat două medalii de argint.